# مناصرة
المناصرة جماعة قروية مغربية بإقليم القنيطرة الساحلي، شمالي الرباط. تضم المناصرة 29.354 نسمة (إحصاء 2004).
وفقا للإحصاء العام للسكان والسكنى لسنة 2014 بلغ عدد القاطنين بالجماعة ما مجموعه 34.427 مواطنا مغربيا بمجموع 5.360 أسرة بالإضافة ل2 من الأجانب.